# 藤原親盛 (下総守)
藤原 親盛（ふじわら の ちかもり）は、平安時代末期の貴族。藤原北家為光流、下総守・藤原親通の子。官位は従五位下・下総守。

## 経歴
父・親通が千葉常重から奪取した相馬御厨や立花荘を継承し、下総国に一族の勢力を保つ。長男・親政の室に平忠盛の娘を迎える一方、娘を忠盛の孫・重盛の室とする等、平家一門との関係を深めた。こうした関係を通じて一族は下総における親平家勢力の代表的存在となり、治承年間、親政の代に源頼朝麾下となった千葉氏の攻撃を受け滅ぼされている。

## 系譜
- 父：藤原親通
- 母：不詳
- 妻：不詳
  - 男子：藤原親政
  - 男子：藤原盛光
  - 男子：藤原盛保
  - 男子：藤原顕盛
  - 男子：円玄
  - 男子：弁然
  - 女子：少輔掌侍 - 二条院内侍・平重盛側室。兄である親方の子で親盛の養女ともされる[2]。